# Dreihufeisenberg
Der Dreihufeisenberg ist ein Berg in Niederösterreich, nahe der Wiener Stadtgrenze im nördlichen Wienerwald. Er hat eine Höhe von 517 m ü. A.

## Geographie
Der Dreihufeisenberg befindet sich beim westlichen Ende des Lainzer Tiergartens, sein höchster Punkt liegt aber in Niederösterreich. Bis zur Wiener Stadtgrenze liegen noch etwa 200 Meter Luftlinie. Der Berg ist ein beliebtes Wanderziel und gut mit Wegen erschlossen.
Rund 700 Meter nordöstlich des Dreihufeisenberges zwischen dem Seilergraben und dem Glasgraben befindet sich eine unbenannte Kuppe mit 518 m ü. A., die den zweithöchsten Berg Wiens darstellt.